# Hanno Trurnit
Hans-Horst „Hanno“ Trurnit (* 7. Februar 1934 in Berlin) ist ein deutscher Journalist, Autor, Verleger, Familienforscher und Stifter.

## Leben
Hanno Trurnit ist der Sohn von Hansgeorg Trurnit. Seine Geschwister sind Heiko, Rolf und Renate, sein Stiefbruder Sven Trurnit. Nach einer kaufmännischen Lehre in der Papierindustrie, dem Studium an der Werbe-Akademie München und der Arbeit in einer Münchner Werbe-Agentur übernahm Hanno Trurnit 1956 die Werbe- und Anzeigenleitung und redaktionelle Aufgaben in der von seinem Vater 1954 gegründeten Zeitung für kommunale Wirtschaft (ZfK). Nach ähnlichen Tätigkeiten beim Düsseldorfer Karl-Marklein-Verlag und dem Düsseldorfer Barbara-Verlag arbeitete er bei der ZfK ab 1960 als Wirtschaftsredakteur und 1977–1984 als Geschäftsführender Herausgeber. 1962 gründete er zusammen mit seinem Vater den tag+nacht Verlag, dessen Zeitschriften der Energieversorgungsunternehmen schließlich zwei von drei deutschen Haushalten erreichten.
Nach Übergabe der Verlagsgeschäfte an seinen Sohn Frank Trurnit 1995 verließen Hanno Trurnits Schreibtisch zahlreiche Veröffentlichungen zur Geschichte der Energieversorgung und seinen Hobbys Hochseesegeln und Familienforschung. Hier gründete und bestückte er die Datenbank Süddeutsche Patrizier und führte zahlreiche verwandte Familien zusammen.
Mit seiner Frau Brigitte Trurnit gründete Hanno Trurnit 2009 die gemeinnützige TRURNIT-STIFTUNG zur Förderung benachteiligter Kinder.

## Veröffentlichungen
- Geschichte(n) hinterm Zähler – Die Beziehungen zwischen Energieversorgern und ihren Kunden; Frank Trurnit & Partner Verlag Ottobrunn 2. Auflage 2004; ISBN 3-00-000957-4
- Geschichte(n) hinterm Hahn – Von Wasserkunst und Wasserwerk; Frank Trurnit & Partner Verlag Ottobrunn 2006; ISBN 3-9806986-9-6.
- On Fire – Eine kurz(weilig)e Geschichte der öffentlichen Energieversorgung; trurnit GmbH Ottobrunn 2021
- Die Overhoff-Tagebücher – Hundert Jahre mit Energie an Ennepe und Ruhr; Frank Trurnit & Partner Verlag Ottobrunn 2005; ISBN 3-9806986-5-3
- Und man sieht nur die im Lichte – Die Geschichte von Gas und Strom, Wärme und Wasser in Frankfurt und der Region; Frank Trurnit & Partner Verlag Ottobrunn 2004; ISBN 3-9806986-3-7
- Wo der Wind pfeift – Geschichte der Wärme im Westerwald; Frank Trurnit & Partner Verlag Ottobrunn 2003
- Und Licht war's in Nordhausen – Wie Energie in die Rolandstadt kam; Frank Trurnit & Partner Verlag 2002
- Thüringen im Strom der Zeit – Wie die Elektrizität Land und Leuten zu einem besseren Leben verhalf; Frank Trurnit & Partner Verlag München 1998; ISBN 3-00-002669-X
- Mit Hertz dabei – Energiegeschichte in Deutschlands Mitte; Frank Trurnit & Partner Verlag Ottobrunn 2004
- Die Stadt, die Energie und das Leben – Wie Stendal zum Lichte kam; Frank Trurnit & Partner Verlag München 1996
- (Mit Jürgen Bermes) Langer Anfang, langer Atem – Wie das Gas in den Rhein-Erft-Kreis kam; Frank Trurnit & Partner Verlag Ottobrunn 2006; ISBN 3-9806986-8-8
- (Mit Walter Firgau) U-Bahn für München. Süddeutscher Verlag, München, 1971; ISBN 3799156747, ISBN 978-3799156745
- Glasherrn, Brauer, Tabakreiber – Familiengeschichte aus dem Bayerwald; Morsak Verlag Grafenau 2010; ISBN 978-3-86512-021-2
- Eierstock & Winkler oder "... solange es heiß ist"; Geschichte(n) bayerischer Schmiedefamilien; Trurnit & Partner Verlag, Ottobrun 2006; ISBN 978-3-9813382-1-8
- Die Drahtzieher – Eine Familiengeschichte aus dem Süderland; Books on Demand 2001; Bezug Meisenbach Verlag Bamberg
- Bollschweiler – History of a Family/Eine Familiengeschichte; Libri Books an Demand 1999
- Unterm Kyffhäuser – Eine Familiengeschichte; 2001
- Im Schatten des Doms – Eine Familiengeschichte; 2011
- Heinzelmann – Eine Familiengeschichte; 3. Auflage 2014
- Wer forscht wo in Südbayern? Das Bayern-Register – Handbuch für Familienforscher
- Glück kann man nicht chartern – Der perfekte Skipper und andere Irrtümer; 2020